# Seznam českých kancionálů
Seznam českých kancionálů uvádí známé kancionály (tedy soubory duchovních písní určených pro křesťanskou bohoslužbu nebo soukromou modlitbu), které jsou českého původu. Seznam je rozdělen do dvou částí: část Středověké kancionály zahrnuje písemnosti, jejichž vznik je datován do 13. až 16. století, v části Novodobé kancionály jsou uvedeny písemnosti pozdější.

## Středověké kancionály
- Svatovítský tropář 1236, Archiv pražského hradu (Cim 4)
- Antifonář ze Sv. Koruny 13. století, Národní knihovna České republiky, Praha (Klementinum) (XII C 11)
- Svatojiřský misál 13/14. století, Knihovna Národního muzea v Praze (XIII B 17)
- Agenda Tobiášova 1294, Archiv pražského hradu (P III)
- Antifonář Arnošta z Pardubic (3sv.) 1363, Archiv pražského hradu (P VI/1 - 3)
- Graduál Arnošta z Pardubic (zimní část) 1363, Archiv pražského hradu (P VII)
- Sekvenciář Arnošta z Pardubic 1363, Archiv pražského hradu (P IX)
- Vyšebrodský sborník 1410, Klášterní knihovna ve Vyšším Brodě (sign. 42)
- Jistebnický kancionál 1. třetina 15. století, Knihovna Národního muzea v Praze (II C 7)
- Jistebnický graduál (latinský) polovina 15. století, Knihovna Národního muzea v Praze (XII F 14)
- Trnavský rukopis 2. polovina 15. století, Széchényiho národní knihovna Budapešť (C.l.m.ae. 243)
- Vyšehradský sborník 2. polovina 15. století, Státní ústřední archiv (VC c4)
- Kutnohorský graduál závěr 15. století, Österreichische Nationalbibliothek Wien (cod. 15501)
- Graduál Martina Stupníka z Plzně 1491, Knihovna Národního muzea v Praze (XII A 20)
- Codex mixtus přelom 15. a 16. století, Národní knihovna České republiky, Praha (Klementinum) (VI C 20a)
- Franusův kancionál 1505, Muzeum východních Čech v Hradci Králové, Státní vědecká knihovna v Hradci Králové (II A 6)
- Havlíčkobrodský graduál (latinský) 1506 Muzeum v Havlíčkově Brodě (sine)
- Mladoboleslavský graduál (latinský) 1509 Muzeum v Mladé Boleslavi (sine)
- Litoměřický graduál (latinský) asi 1510, Muzeum Litoměřice (sine)
- Sborník bakaláře Martina z Vyskytné 1512, Knihovna Národního muzea v Praze (XII A 2)
- Kolínský kancionál 1517
- Chrudimský graduál 1530, Muzeum v Chrudimi (sine)
- Klatovský graduál latinský (Jana Táborského) 1537 Okresní muzeum v  Klatovech (sine)
- Český graduál od roku 1540, Knihovna Národního muzea v Praze (V B 5)
- Rohův kancionál 1541
- Český graduál strahovský 1543, Knihovna strahovského kláštera (DA I 6)
- Česká mariánská muzika 1647, (Adam Václav Michna z Otradovic)
- Loutna česká 1653, (Adam Václav Michna z Otradovic)
- Český graduál žlutický 1558, Muzeum Žlutice (sine)
- Český graduál teplický (Jana Táborského) 1560, Vlastivědné muzeum Teplice (sine)
- Český graduál klatovský (Jana Táborského) 1560, Okresní muzeum v Klatovech (sine)
- Šamotulský kancionál 1561
- Svatoroční muzika 1661, (Adam Václav Michna z Otradovic)
- Ivančický kancionál 1564
- Český graduál českobrodský 1557 - 1570, Národní knihovna České republiky, Praha (Klementinum) XVII B 20
- Český graduál malostranský 1. díl 1572, Národní knihovna České republiky, Praha (Klementinum) (XVII A 3) 2.díl 1573 AMP (sine)
- Graduál český (Krolmosův) 2. polovina 16. století, Knihovna Národního muzea v Praze (IV B 9)
- Benešovský kancionál 1575
- Graduál od sv. Michala na Novém Městě pražském 1578
- Voytův kancionál 1588
- Žlutický kancionál (Žlutický graduál) 1558
- Příborský kancionál 1600

## Novodobé kancionály
- Katolický kancionál přelom 18. a 19. století (Tomášem Fryčajem)
- Svatojanský kancionál, 1863-4
- Český kancionál, 1921
- Český kancionál svatováclavský
- Cyrilometodějský kancionál
- Boží cesta
- Svatohavelský kancionál, 1968,
- Jednotný kancionál, od roku 1973
- Evangelický zpěvník 1979